# Barrage de Suatuğurlu
Le barrage de Suatuğurlu est un barrage en Turquie.

## Sources
- (en) www.dsi.gov.tr/tricold/suatugur.htm Site de l'agence gouvernementale turque des travaux hydrauliques